# Центр исследований и реставрации музеев Франции
Центр исследований и реставрации музеев Франции (фр. Centre de Recherche et de Restauration des Musées de France, используется также акроним C2RMF) —  служба французского Министерства культуры. Центр расположен в Париже (Лувр) и в Версале (Версальский дворец). Центр является государственным оператором в области исследований и реставрации музейных коллекций. Дважды в год издается журнал Technè, специализирующийся на изучении и сохранении материального культурного наследия.

## История
Основан 16 декабря 1998 года, после слияния Лаборатории музеев Франции и реставрационных мастерских службы государственных музеев.
Исторически реставрация королевских коллекций возлагалась на художников. С начала XX века подход к реставрации предметов искусства становится более научным.
Вскоре после открытия в 1895 году рентгеновских лучей, в Лувре были предприняты первые попытки рентгенографии произведений искусства. В 1932 году в музее создаётся физическая лаборатории при Департаменте живописи. В 1968 году лаборатория стала Научно-исследовательской лабораторией музеев Франции (фр. Laboratoire de recherche des Musées de France). В это же время для Лаборатории приобретают ускоритель элементарных частиц AGLAE (фр. Accélérateur Grand Louvre d'analyse élémentaire).

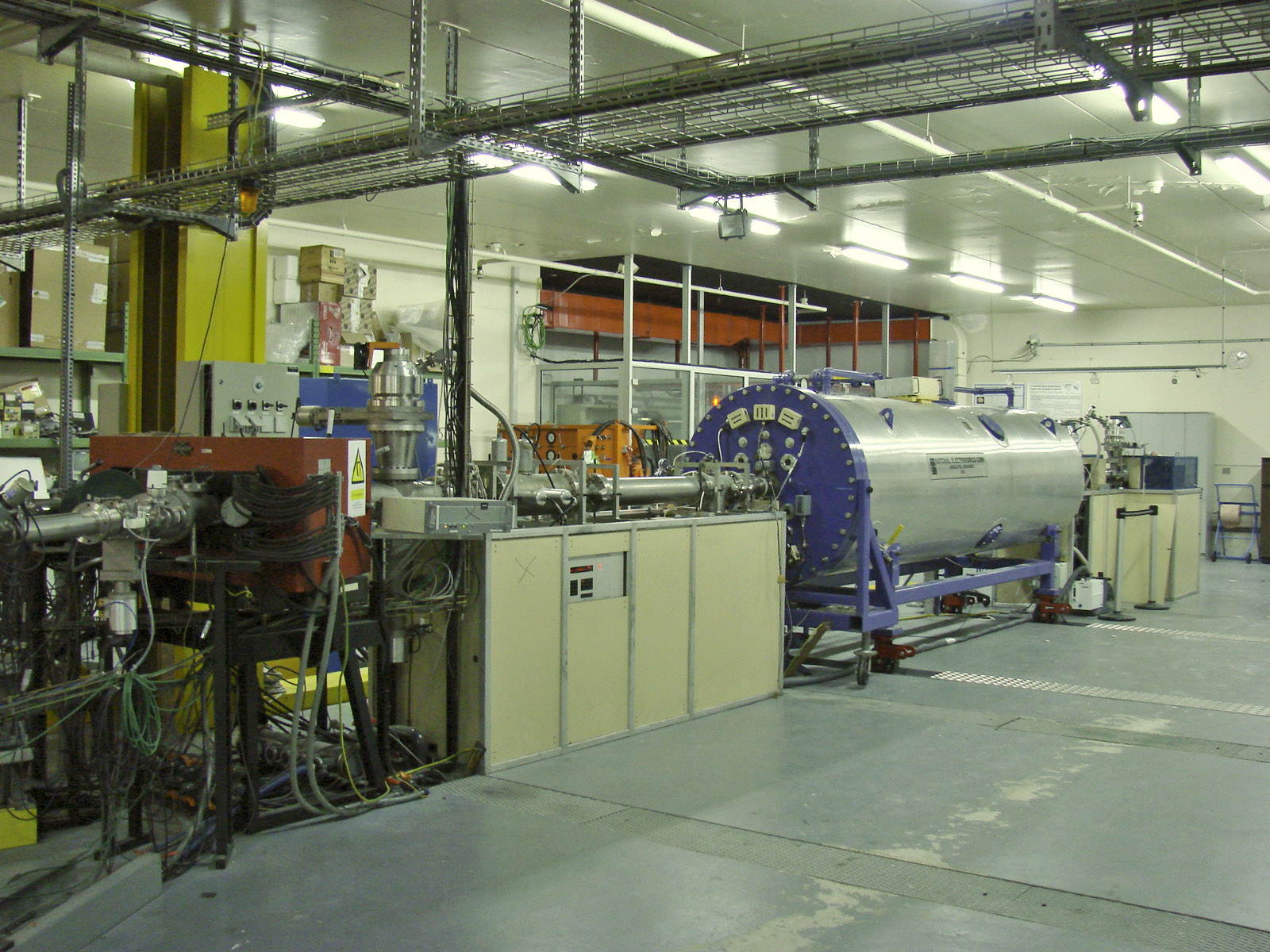
Ускоритель частиц AGLAE, используемый для неповреждающего анализа
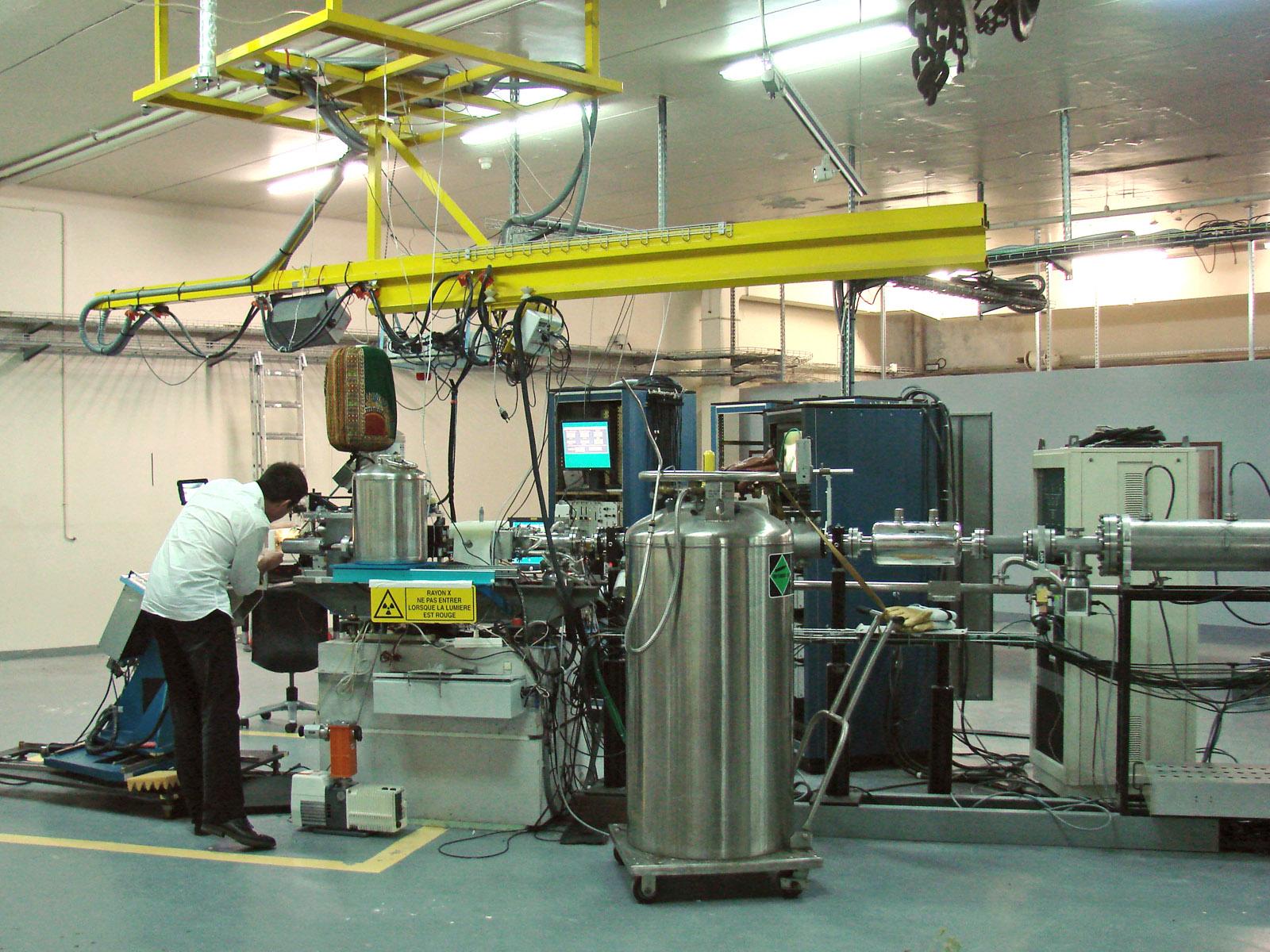
AGLAE со стороны исследуемого образца